# アンダンテ・スピアナートと華麗なる大ポロネーズ
アンダンテ・スピアナートと華麗なる大ポロネーズ（アンダンテ・スピアナートとかれいなるだいポロネーズ、Andante spianato et Grande Polonaise brillante）作品22は、フレデリック・ショパンの管弦楽とピアノによる協奏曲的作品。1831年に管弦楽とピアノによるポロネーズ部が作曲されたが、後の1834年に前奏としてピアノ独奏による「アンダンテ・スピアナート」の部分が作曲され、1836年に現在の形でピアノ独奏版と共に出版された。
現在では自編のピアノ独奏版で演奏される機会の方が圧倒的に多い。自編のピアノ独奏版を生前に発表した協奏作品はこれだけであるため、ショパンコンクールの予選会でも以前から公式に使用が認められている。
ピアノの弟子であったフランス・サラ・デスト男爵夫人（Frances Sarah d'Est）に献呈されている。

## 編成
独奏ピアノ、フルート2、オーボエ2、クラリネット2、ファゴット2、ホルン2、コルネット2、トロンボーン、ティンパニ、弦五部

## 楽曲構成
前奏とポロネーズの2つの部分からなる。演奏時間は約14分。
Andante spianato
ト長調、8分の6拍子。96小節間にわたるピアノ独奏の前奏部分で、ポロネーズの前奏としては規模が大きくなっている。spianato（イタリア語で「滑らか」の意）の名の通り、左手が奏でる流麗な分散和音による伴奏に乗って、右手の旋律線が装飾音に彩られて滑らかに流れ、その間に3拍子のマズルカ風な部分が挿入される。
Polonaise
コーダの付いた三部形式。
コルネットによるト音のファンファーレで序奏が開始され、転調の後に変ホ長調の主部が現れる。この序奏部分は曲中唯一管弦楽のみによって奏される。ピアノ独奏部分は明るく華やかな内容で、特に右手の装飾音に高度な技巧が要求される。その一方、管弦楽部分はピアノ独奏の合いの手程度に現れるに過ぎず、これもショパンの手によるものかは疑問が呈されている。ショパンのポロネーズ作品の特徴として見られる三連符の挿入は、本作でも効果的に使用されている。

### 版による違い
ポロネーズ部分の84小節目2拍目の右手の音に関して版による違いが見られ、ミクリ版・パデレフスキ版などの版ではb²-d³-b³の和音に、エキエル版ではg³-b³-g⁴の和音になっている。自筆譜では前者の版の音で書かれているが、81～82小節内で83～84小節と同様の音型があり、エキエル版ではそれらに合わせて変更している。ショパンの時代のピアノではＣ₁からf⁴の78鍵しかなく、g³-b³-g⁴の和音を弾こうとしても不可能だったため(g⁴の音が音域外)、本来弾かれたであろうという意図を汲んでエキエル版ではこの音を変更したと考えられている。ただし、この変更はショパン本人の編集者や出版社への指示によるものではないため注意が必要である。

## 備考
映画『戦場のピアニスト』のエンディングで使用されている。